# Ветка (Донецк)
Ветка — микрорайон в Киевском районе Донецка.

## Происхождение названия
Название не имеет никакого отношения к ботанике. Рудник и подчиненное ему жилье располагались вокруг вспомогательной железнодорожной линии, которая вела к Константиновской железной дороге, имея множество развилок.

## История
Поселок Ветка располагался между четырьмя шахтами рудника: № 4, № 7, № 8, Александровка — Наклонная. В современных границах города это пространство между ул. Челюскинцева Шахтерской площадью и частью улицы Артема, Киевским проспектом с одной стороны и ул. Молодых шахтеров и проспектом Засядько с другой.

Новороссийское общество построило здесь 220 домов. В поселке кроме жилья шахтеров были дома рудничной администрации, школа и здание со зрительным залом на 400 мест, где любительская группа показывала спектакли, а по выходным демонстрировались кинофильмы, как тогда говорили — «электробиограф»
Папа рассказал, что там в одном из домов был клуб, в котором показывали кино — маленький кинотеатр на небольшое количество зрителей — хорошее развлечение в отсутствие интернета и телевидения.
Больше никаких развлечений здесь не было и по воспоминаниям профессора Петербургского горного института Ивана Августовича Тиме, часто приезжавшего для консультации на предприятия Донбасса, в том числе и на Ветковский рудник. Он лошадьми приезжал с Ветки в Юзовку, где посещал городской сад и музыкальные вечера. Рудничная больница располагалась на некотором удалении от основного жилья, на современной карте города она находилась в районе торгового комплекса «Донецк-Сити».
Близость к железнодорожной станции Юзово делала Ветку важным перевалочным пунктом нелегальной торговли. Старожилы вспоминают, что в 20-е годы из центра Юзовки/Сталино сюда приезжали, чтобы по секретным адресам приобрести товар, похищенный из проходящих поездов. Этот товар ветковские ловкачи принимали от сообщников-железнодорожников в районе полустанка с очень подходящим названием Передача — там, где, от магистральной линии «Мариуполь-Константиновка» и ответвляется полотно в сторону металлургического завода.